# Plataanvouwmot
De plataanvouwmot of plataanvouwmijnmot (Phyllonorycter platani) is een vlinder uit de familie Gracillariidae (mineermotten).

## Beschrijving
De plataanvouwmot wordt het meest en makkelijkst waargenomen door de mijnen (vraatsporen van de rups) in de bladeren van de plataan, zijn waardplant. Op één blad zitten vaak meerdere mijnen. De spanwijdte van de vlinder bedraagt tussen de 8 en 10 millimeter. De soort overwintert als pop.
Het diertje komt verspreid over Europa en het Nabije Oosten voor. In Nederland en in België is de plataanvouwmot een algemene soort, die verspreid over het hele gebied kan worden gezien. Desondanks is de soort pas in 1967 voor het eerst in Nederland waargenomen. De soort kent twee generaties, die vliegen van juni tot november.